# Ceratopetalum hylandii
Ceratopetalum hylandii är en tvåhjärtbladig växtart som beskrevs av Rozefelds & R.W.Barnes. Ceratopetalum hylandii ingår i släktet Ceratopetalum och familjen Cunoniaceae. Inga underarter finns listade i Catalogue of Life.